# Lauren Burns
Lauren Chantel Burns, OAM (* 8. Juni 1974 in Melbourne) ist eine ehemalige australische Taekwondoin.

## Erfolge
Lauren Burns gewann bei den Weltmeisterschaften 1997 in Hongkong in der Gewichtsklasse bis 51 Kilogramm Bronze. Bei den Olympischen Spielen 2000 in Sydney erreichte sie in der Gewichtsklasse bis 49 Kilogramm nach zwei Siegen den Finalkampf, in dem sie Urbia Meléndez mit 4:2 besiegte und somit Olympiasiegerin wurde.
Burns erhielt am 23. August 2000 die Australian Sports Medal sowie am 26. Januar 2001 die Medal of the Order of Australia (OAM). 2017 wurde sie in die Sport Australia Hall of Fame aufgenommen.